# Ovidi Twins
Ovidi Twins és un duet musical procedent de la ciutat de València, amb un ventall d'estils musicals "tan dispersos com la cançó d'autor, el reggae, la música cretenca, el punk, la música clàssica, el cabaret o la música tradicional valenciana". Amb tot, sempre mantenen una constant, i és un peculiar sentit de l'humor marca de la casa.
Amb el seu tercer disc, Animalets, passen a ser un trio, amb la incorporació de Xavier Learreta. El disc, pensat en un principi per a un públic infantil, emula els bestiaris que es van popularitzar en l'Edat Mitjana, llibres que recollien dades sobre tots els animals existents –i alguns d'inexistents– de què es tenia constància.
El 2014 el grup participa en el cicle de música VAM!, destinat a promoure la música en valencià, i actuen a l'Espai Rambleta de València juntament amb Pep Gimeno, "Botifarra".

## Discografia
- Directes a l'incendiari, maqueta (Moniàtic, 2004)[5]
- A kabotaes (PM Produccions, 2006)[6]
- Montgòlia (Mésdemil, 2011)[7]
- Animalets (La Casa Calba, 2013)[8]